# Dallas, ville frontière
Pour plus de détails, voir Fiche technique et Distribution.
Dallas, ville frontière (titre original : Dallas) est un film américain réalisé par Stuart Heisler et sorti en 1950.

## Synopsis
En 1868, Martin Weatherby, ancien héros de la Guerre de Sécession devenu shérif, se lance à la poursuite des frères Marlow. Il se rend à Dallas, là où vit sa promise Tonia. Ancien soldat sudiste, Blayde est un hors-la-loi connaissant très bien la région. Bien qu'ils soient opposés l'un l'autre, Martin et Blayde collaborent pour retrouver les bandits...

## Fiche technique
- Titre original : Dallas
- Réalisation : Stuart Heisler
- Scénario et histoire : John Twist
- Directeur de la photographie : Ernest Haller
- Montage : Clarence Kolster
- Musique : Max Steiner
- Production : Anthony Veiller
- Genre : Western
- Pays :  États-Unis
- Durée : 94 minutes
- Date de sortie :
  - États-Unis :30 décembre 1950
  - France : 12 septembre 1951
- Affiche : Boris Grinsson (France)

## Distribution
- Gary Cooper (VF : Jean Martinelli) : Blayde Hollister
- Ruth Roman (VF : Jacqueline Ferrière) : Tonia Robles
- Steve Cochran (VF : Marc Cassot) : Bryant Marlow
- Raymond Massey (VF : Claude Péran) : Will Marlow
- Barbara Payton (VF : Claire Guibert) : Flo
- Leif Erickson (VF : Jean Davy) : Marshall Martin Weatherby
- Antonio Moreno (VF : Camille Guérini) : Don Felipe Robles
- Jerome Cowan (VF : Paul Lalloz) : Matt Coulter
- Reed Hadley (VF : Jacques Berlioz) : Wild Bill Hickok
- Gil Donaldson (VF : Raymond Loyer) : Luis Robles
- Zon Murray (VF : Maurice Dorléac) : Longfellow Cullen (Guillaume en VF) Marlow
- Joe Dominguez (VF : Pierre Morin) : Carlos
- Slim Talbot (VF : Claude Bertrand) : le conducteur de la diligence
- Tom Fadden (VF : Albert Montigny) : le passager de la diligence
- Hal K. Dawson (en) (VF : Jean Berton) : Gustave Butterfield
- Frank Kreig (VF : Christian Argentin) : le politicien
- Charles Watts (VF : Émile Duard) : Bill Walters (Paul Walter en VF)
- Byron Keith (VF : Marcel Lestan) : Jason (Julien en VF) Trask
- Alex Montoya (non crédité) : un vaquero